# Rajóny v Bělorusku

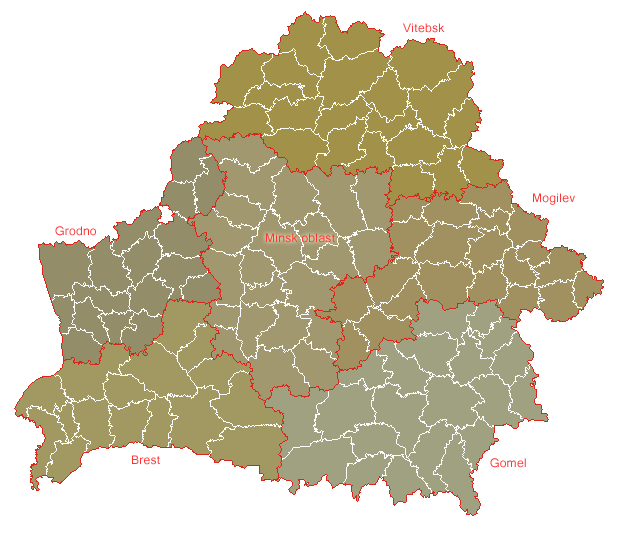
Oblasti a rajóny v Bělorusku

Oblasti v Bělorusku se dělí na územněsprávní jednotky vyšší úrovně zvané rajóny.
V zemi je 118 rajónů. Hlavní město Minsk tvoří samostatnou entitu a nepatří do stejnojmenné oblasti ani do stejnojmenného rajónu. Je rozděleno do 9 (městských) rajónů. 

## Seznam rajónů v Bělorusku
| Oblast                 | Rajóny |
| ---------------------- | --- |
| Brestská oblast (16)   | Baranavičy • Brest • Bjaroza • Drahičyn • Hancavičy • Ivanava • Ivacevičy • Kamenec • Kobryn • Ljachavičy • Luniněc • Malaryta • Pinsk • Pružany • Stolin • Žabinka                                                             |
| Homelská oblast (21)   | Akcjabrski • Bragin • Buda-Kašaljova • Čačersk • Dobruš • Homel • Chojniki • Jelsk • Kalinkavičy • Karma • Lojeŭ • Lelčycy • Mazyr • Naroŭlja • Petrykaŭ • Rahačoŭ • Rečyca • Světlahorsk • Větka • Žlobin • Žytkavičy          |
| Hrodenská oblast (17)  | Astravec • Ašmjany • Běrastavica • Dzjatlava • Grodno • Iŭje • Kareličy • Lida • Masty • Novogrodek • Slonim • Smarhoň • Svislač • Ščučyn • Vaŭkavysk • Voranava • Zelva                                                        |
| Minská oblast (22)     | Barysaŭ • Berazino • Červeň • Dzjaržynsk • Kapyl • Kleck • Krupki • Lahojsk • Ljubaň • Maladzečna • Minsk • Mjadzel • Ňasviž • Puchavičy • Salihorsk • Sluck • Smaljavičy • Staryja Darohi • Stoubcy • Uzda • Valožyn • Vilejka |
| Mohylevská oblast (21) | Asipovičy • Babrujsk • Bjalyničy • Bychaŭ • Čavusy • Čerykaŭ • Drybin • Hlusk • Horki • Chocimsk • Kascjukovičy • Kiraŭsk • Kličaŭ • Klimavičy • Krasnapolle • Kruhlaje • Kryčaŭ • Mogilev • Mscislaŭ • Škloŭ • Slaŭharad       |
| Vitebská oblast (21)   | Bešankovičy • Braslaŭ • Čašniki • Dokšycy • Dubroŭna • Haradok • Hlybokaje • Lepel • Ljozna • Mjory • Orša • Pastavy • Polock • Rasony • Šarkaŭščyna • Šumulina • Sjanno • Talačyn • Ušachy • Verchňadzvinsk • Vitebsk          |